# De Beijer (geslacht)

Familiewapen van De Beijer

De Beijer was een Nederlands geslacht, waarvan een lid in 1820 verheven werd in de Nederlandse adel en dat met hem uitstierf in 1836.

## Geschiedenis
De stamreeks begint met Joannes Franciscus Christophorus de Beijer, luitenant-kolonel die voor 1781 overleed.
Bij decreet van keizer Frans II werden een zoon van de laatste en diens broer verheven tot baron des H.R.Rijks. Bij KB van 30 juni 1820 werd mr. C.T. de Beijer (1793-1836) verheven in de Nederlandse adel met de titel van baron bij eerstgeboorte; hij bleef ongehuwd en met hem stierf dus het 'adellijke geslacht' uit.

## Enkele telgen
Joannes Franciscus Christophorus de Beijer († voor 1781), luitenant-kolonel
- Leonardus Josephus Conradus Emanuel des H.R.Rijksbaron (1753-1805), kapitein in Statendienst
  - mr. Carolus Theodorus baron de Beijer (1793-1836), rechter te 's-Hertogenbosch